# Valeria de majestatis
Valeria de majestatis va ser un antiga llei romana aprovada quan eren cònsols Luci Marci Filip i Sext Juli Cèsar l'any 91 aC, a proposta del tribú de la plebs Quint Valeri.
Ordenava investigar i castigar com a reus de majestas (traïció) als que instigaven la rebel·lió dels aliats italians contra Roma o als que fomentaven les disposicions de les ciutats aliades per obtenir drets que no se'ls havien concedit. Per això va ser anomenada també lex Valeria de jure civitatis. La llei s'atribueix de vegades a Quint Vari i per això la lex Valeria és anomenada també lex Varia.